# گری کرازبی (هنرپیشه)
گری کرازبی (انگلیسی: Gary Crosby؛ ۲۷ ژوئن ۱۹۳۳ – ۲۴ اوت ۱۹۹۵) یک هنرپیشه، و خواننده اهل ایالات متحده آمریکا بود.

## روابط خانوادگی
- ماری کرازبی
- باب کرازبی
- کتی لی کرازبی
- دنیس کرازبی

## گزیده از فیلمشناسی
از فیلم‌ها یا برنامه‌های تلویزیونی که وی در آن نقش داشته‌است می‌توان به آثار زیر اشاره کرد.
- ماردی گرا (فیلم ۱۹۵۸) (1958)
- شیفته دخترها (1965)
- وضعیت اضطراری!